# MyPhone (Филиппины)
MyPhone (стилизованно my|phone) — филиппинский бренд сотовых телефонов, смартфонов и других электронных устройств, принадлежащий компании MySolid Technologies & Devices Corp (подразделение Solid Group Inc.). Существует с 2007 года и, как и большинство локальных брендов, специализируется главным образом на выпуске Android-смартфонов бюджетного и среднего сегмента, сотрудничая с китайскими ODM-производителями, например Tinno.
Основным рынком сбыта являются Филиппины. Продукция MyPhone также представлена в Гонконге, её целевая аудитория — филиппинские трудовые мигранты на территории Китая.

## История
Solid Group Inc., первоначально как United Paracale Mining Co. 9 октября 1993 года и переименованная в нынешнее название в июне 1996 года, является компанией, стоящей за брендом MyPhone. В период с 2005 по 2006 год торговая марка MyPhone была запланирована и успешно зарегистрирована 3 января 2007 года. Группа владеет брендом через дочернюю компанию MySolid.
В 2010 году отец генерального директора Solid Group Дэвид Лим владел производителем мобильных телефонов, который выпускает телефоны под брендом Amoy Solid. Его отец поручил своему младшему брату Джейсону помочь продать продукт из-за того, что он хорошо работал с электронными гаджетами в семье Лим. По словам Дэвида, Amoy Solid не будет иметь больших продаж на Филиппинах и отметил, что «Просто из-за того, как он (бренд) звучит, никто его не хотел», однако он принял к сведению интерес потребителей к двухсимочным телефонам и предложил переименовать бренд. Amoy Solid был ребрендирован как MyPhone.
03 января 2007 года Solid Group зарегистрировала торговую марку MyPhone в Управлении интеллектуальной собственности. Solid Group первоначально представила бренд на рынке в сентябре 2007 года. MyPhone был первым в стране брендом мобильных телефонов, предлагающим функцию двойной активной SIM-карты. Бренд MyPhone превратился в значительную часть Solid Group, на которую приходится примерно половина выручки компании в 2011 году.
18 мая 2016 года компания представила свою линейку смартфонов и планшетов с поддержкой ISDB-T, став, таким образом, третьим местным поставщиком смарт-устройств, предлагающим эту функцию.
7 ноября 2016 года MyPhone расширилась в области разработки мобильных приложений и цифрового контента, рекламируя себя как «мультимедийную компанию» (англ. The Multimedia Company). MyPhone также анонсировала приложение для блокировки экрана AGILA, которое будет поставляться в комплекте с некоторыми моделями смартфонов, позволяя местным компаниям размещать рекламу на телефонах, аналогичную практике Amazon по размещению рекламы «специальное предложение» на устройствах со скидкой.

## Рыночное положение
В исследовании, проведённом International Data Group, в 2014 году MyPhone был третьим по величине брендом на Филиппинах в штучном выражении.
В первом квартале 2016 года самым продаваемым смартфоном в стране стал MyPhone My28S.
После 2017 года продажи MyPhone, как и других крупнейших филиппинских производителей, начали сокращаться из-за активизации на рынке глобальных китайских брендов. Это привело не только к выпадению из топ-5 по продажам в стране, но и к типичному явлению — смещению бренда в сторону низшего ценового сегмента, где глобальные бренды не представлены либо предлагают неадекватно высокую цену, и отказу от выпуска более продвинутых и дорогих устройств. Так, в 2018 году был представлен самый дешёвый в стране смартфон с вытянутым экраном MyPhone MyX1.

## Продукция
Большинство устройств MyPhone выпускается китайскими контрактными производителями, и точные клоны некоторых из них присутствуют на других рынках под местными брендами. Например:
- MyPhone A848i Duo — в оригинале Tinno S9201, в России известен как Fly IQ442 Miracle;
- MyPhone Agua Rio — в оригинале Tinno S5501, он же Explay Fresh (РФ), BLU Studio 5,0 °C HD (США), Wiko Rainbow (Франция) и т. д.[14].

C 2016 года MyPhone выпускает кнопочные телефоны и смартфоны с функцией «сканера фальшивых денег» — обыкновенного ультрафиолетового светодиода.

## Инциденты

### Суд с Apple из-за торговой марки
В 2015 году Apple подала иск против Solid Group по поводу названия MyPhone, утверждая, что MyPhone схож до степени смешения с её брендом iPhone и что это «может ввести в заблуждение или вызвать путаницу». Филиппинское Управление интеллектуальной собственности (IPO) отклонило иск компании Apple 19 мая 2015 года с таким обоснованием, что, хотя оба бренда именуются с использованием слова Phone, это не является поводом для путаницы, и отметил, что телефон — это общий термин для мобильных телефонов.
Глава IPO Натаниэль Аревало, раскритиковав шаг Apple Inc., охарактеризовал его как «случай, когда гигант пытается претендовать на большую территорию, чем имеет право, к большому ущербу для местного дистрибьютора телефонов Pinoy, которому удалось закрепиться на рынке мобильных телефонов благодаря маркетингу и продаже инновационных продуктов под очень характерной торговой маркой».

### Вредоносное ПО на смартфонах
В июне 2019 года эксперты Bleeping Computer установили, что хакеры получили возможность устанавливать трояны прямо в стандартную (заводскую) прошивку смартфонов, маскируясь под легальное предустановленное ПО. Так, троян Triada обладает способностью внедряться в программный интерфейс распознавания лиц от студий Yehuo или Blazefire, с которыми сотрудничают китайские вендоры. Он собирает данные об устройстве и отсылает их на сервер, с которого раздаётся оптимизированная для разных моделей смартфонов вредоносная программа, способная считывать данные об интернет-платежах и банковских аккаунтах. От действий этого трояна пострадали смартфоны ряда производителей, в том числе MyPhone. Вскоре после обнаружения трояна компания Google связалась с представителями затронутых брендов и предоставила инструкции по обновлению прошивок смартфонов для искоренения вредоносного ПО из памяти.
Осенью того же года в центре скандала оказались и программы, разработанные самим производителем. Выяснилось, что предустановленные в память «майфонов» программы, такие как MyPhoneRegistration, Pinoy, Brown Portal, имеют широкие разрешения (в том числе на чтение SMS-сообщений, запись данных в память и т. д.). Они установлены как привилегированные программы, поэтому пользователь не может их удалить без прав суперпользователя, получение которых лишает смартфон гарантии. Эксперты отметили, что такая ситуация характерна для бюджетных смартфонов многих марок и что личные данные могут оказаться расплатой за низкую цену устройства, оценив её как ущемление права человека на приватность. MyPhone ответила на критику, сообщив, что не злоупотребляет такими техническими возможностями и использует их только для улучшения своих сервисов.

## Интересные факты
- MyPhone позиционирует себя как патриотический бренд. На смартфоны, почти как в России, предустанавливается национальное программное обеспечение. До 2017 года на логотипе бренда был изображён флаг Филиппин, окружённый сердцем (в настоящее время старый логотип иногда используется в рекламе). На задней панели ряда смартфонов компании нанесено изображение карты Филиппинского архипелага.
- В Польше с 2008 года существует (и активно присутствует на рынке Евросоюза) одноимённая компания, выпускающая аналогичную продукцию. Польский и филиппинский бренды никак не связаны между собой, их рынки сбыта не пересекаются, однако такая ситуация иногда вызывает путаницу.